# Okia
Okia je manji rod glavočika smješten u tribus Vernonieae. Postoje dvije vrste, jedna iz Mjanmara, a druga iz Tajlanda.

## Vrste
1. Okia birmanica (Kuntze) H.Rob. & Skvarla
2. Okia pseudobirmanica (H.Koyama) Bunwong, Chantar. & S.C.Keeley